# Paladins (video-igra)
Paladins: Šampioni carstva (eng. Paladins:Champions of the Realm) je besplatna video igrica. To je prva razvijena pucačina iz prvog lica od strane Haj-Rez (Hi-Rez), kreatora Višekorisnička onlajn borbena arena (MOBA) igrice Smajt (Smite). Igrica je zasnovana u šarenom naučno-fantazijskom karakterističnom okruženju. Karakteri sa kojima igrač može da manipuliše imaju svoje jedinstvene sposobnosti. Svaki šampion ima svoju ličnost i osnovne veštine, međutim pored njihovih unikatnih veština, šampioni zavise i od toga kako će igrač podesiti sistemski špil karata koji znatno utiče na promenu šampiona. Paladins igrica trenutno ima trideset šest karaktera. U ovoj igri osam šampiona su dostupna od samog početka igre, dok se ostali moraju kupiti.
Beta faza igrice je izašla 16. septembra 2016. kao raniji pristup. Napravljena od strane Haj-Rez studija (Hi-Rez Studios). Zaključana beta je počela 17. novembra 2015. godine. Igrica je ušla u otvorenu betu 16. septembra 2016. godine. Ona je takodje ušla u otvorenu betu na obe igračke konzole (PlayStation , Xbox) 3. maja 2017. godine. Igra, 8. maja 2018. godine, izlazi iz bete i dobija 1.0 verziju. Sa novom verzijom igrica dobija i novi izgled menija, betl pas (battle pass), koji je zamena vip-a i koji ljudima koji kupuju u igrici omogućava neke specijalne pogodnosti, kao što su izgledi za šampione.

## Gejmplej

### Karakteri i uloge
Paladins obezbeđuje različite karaktere, takozvani šampioni. Svaki od ovih šampiona spada u jednu od sledećih kategorija: Topovsko meso (Frontline), štetočina (Damage), podrška (Support) i bok šampioni (Flank). Igrači moraju da se oslanjaju na strategiju, znanje o karakterima (šampionima), koordinaciju i timski rad u cilju postizanja pobede u igri. Dobar tim će imati izbalansiran izbor klase koji će podržati jedne druge u toku igre. Svaki karakter ima pet moći. Četiri primarne moći su stalne i obnavljaju se na određeno vreme. Peta moć se dobija u zavisnosti od kvaliteta igre tima i dobijenih kredita igrača. Peta moć pravi najveću štetu nad protivnicima i glavna je prednost. Krediti služe za kupovinu predmeta (item) koji pomažu igraču u borbi.
- Topovsko meso (Frontline): Šampioni koji služe kao predhodnica tima, čuvaju objektiv i štite njihove saveznike. Sa velikom količinom života i zaštitnim sposobnostima. Klasa topovsko meso (Frontline) se odlikuje u blokiranju neprijateljskih napada i ometanja neprijateljske vatre ukoliko pokušaju da osvoje objektiv. U takmičarskom metodu oni imaju obavezu da zauzimaju objektiv i tako osvajaju poene za svoj tim.
- Štetočina (Damage): Šampioni koji poseduju pouzdane i konzistentne izlaze ili veliki potencijal za štetom. Njihova šteta, zajedno sa njihovom prosečnom količinom života i pristojnom mobilnošću, čini štetočine (Damage) idealnim za okršaje kao i za proširene borbe. Oni prave najveću štetu nad protivničkim timom i štite svoje saigrače od šampiona iz protivničke ekipe koji ima ulogu boka.
- Podrška (Support): Šampioni sa visokom koristi kao i lekovitim svojstvima, oslonac svakog tima. Zbog svojih lekovitih mogućnosti da održavaju svoje saveznike u borbi, šampioni podrške (Support) su neprocenjivi saveznici tima. Imaju obavezu da leče svoje saigrače, a najčešće su vezani za igrače koji igraju ulogu topovskog mesa (Frontline), zato što primaju najveću štetu.
- Bok tima (Flank): Šampioni koji se odlikuju u prelasku na bojno polje i uglavnom napadanju sa ledja i eliminisanjem glavnih ranjivih meta. Dok je većina bok šampiona relativno slaba, imaju najmanju količinu života, nego bilo koje druge uloge, njihova odlična mobilnost i samo-održavanje obezbeđuje im sredstvo za bekstvo i preživljavanje.

### Šampioni
- Topovsko meso (Frontline):
  - Inara je ženski lik u igrici i sve njene moći su vezane za kamen i zemlju. Sem klasične moći pucanja, ima moć dizanja zida, postavljanja tureta (turret) koji usporava protivnike i čini odredjenu štetu. Glavna moć koju poseduje joj omogućava da ukoči sve protivnike. Predstavlja najboljeg šampiona što se tiče kontrole igrališta.
  - Torvald je muški karakter i glavne moći su mu vezane za štit. Ima mogućnost da pruži štitove saigračima i da sam svoj štit napuni. Glavna moć mu je da u jednom vremenskom intervalu odgura protivničke šampione u odredjenom smeru.
  - Makoa je kornjača čija je glavna karakteristika sidro sa kojim privlači igrače i pravi veću štetu. Sem toga ima moć da u odredjenoj razdaljini oko sebe napravi štit u obliku kupole i tako zaštiti sebe i svoje protivnike. Peta moć, koja se dobija na odredjeni vremenski period, mu je da sa svojim sidrom udara i pravi veliku štetu.
  - Barik je muški karakter koji predstavlja inžinjera. Glavna karakteristika u igri su mu tureti (turret) koje postavlja i na taj način pravi štetu. Osim pucanja ima moć kao što je štit i trčanje, koji mu pomažu da ga protivnik ne ubije, kada ima malo života. Peta moć mu postavlja turet (turret) koji okolo sebe pravi veliku štetu.
  - Fernando je takodje muški karakter, a njegove glavne karakteristike su veliki štit i vatrena lopta koja pravi štetu. Peta moć mu daje mogućnost besmrtnosti pet sekundi.
  - Terminus je muški karakter i naizgled jako jednostavan. Ima mogućnost polu štita koji štiti samo njega i upija svu štetu koju je primio. Druga moć mu je da skoči i u odredjenoj razdaljini oko njega ukoči ili uspori protivnike. Glavna, peta moć mu je da oživi i na taj način napravi štetu protivnicima u okolini.
  - Ruckus je karakter robota sa kojim upravlja goblin. Ima minigan (minigun) i na taj način pravi štetu. Može da ispaljuje rakete i da formira štit oko sebe u kratkom trajanju. Glavna moć mu je minigan (minigun) sa kojim ispaljuje metke, koji prave mnogo veću štetu u odnosu na standardno pucanje ovog šampiona.
  - Ash je ženski karakter i njena igra se vrti oko odgurivanja protivnika. Sem toga ima moć brzog trčanja i malog štita. Glavna moć joj daje mogućnost da ne umre određeno vreme.
  - Khan je muški lik koji je najizbalansiraniji šampion u ovoj igri. Razlog toga je što mu svaka moć daje prednost nad igračem suprotnog tima. Karakteristike sem pucanja su mu štit, uzimanje protivnika i bacanje u odredjenom smeru i regeneracija svojih života. Peta moć mu daje mogućnost da privuče bilo kog protivnika i da ga gurne van mape.
- Štetočina (Damage)
  - Willo je karakter u obliku leptirice, a moći joj prave štetu okolo mesta pucanja. Ima moć koja baca bombe, koje su joj najkorisnija moć, i pravljenje zone u kojoj protivnici ne mogu primati lek od igrača koji igraju podršku.
  - Tyra je ženski lik koji sem puške iz koje puca, ima vatrenu bombu i bombu koju ispaljuje iz puške. Peta moć joj daje duplo veću brzinu pucanja u određenom intervalu.
  - Sha Lin je muški lik koji koristi luk i strelu. Može ukočiti protivnika koga pogodi. Sem ovih karakteristika ima moć da bude nevidljiv, što mu je peta moć.
  - Viktor je karakter koji predstavlja klasičnog vojnika. Glavno oružije mu je puška, a koristi se još i sa bombom. Peta moć igraču koji manipuliše ovim likom daje za pravo da obeleži deo igrališta koje će pogoditi bombe.
  - Vivian je šampion sličan prethodnom, samo ženskog roda. Oružije joj je takođe puška. Umesto bombi ona ima štit kao i mogućnost postavljanja mina koje joj kazuju gde se nalazi protivnik. Takodje glavna moć joj je pojačanje štete tokom pucanja, pa ona sa njom samo nanosi veću štetu.
  - Bomb King, kao što mu i ime kaže koristi isključivo bombe. Ima bombe koje nanose štetu, bombe koje ukoče protivnike, i bombe sa kojima sebe i svoje neprijatelje moze lansirati u vis. Glavna moć mu pruža da on postane bomba. U odredjenom vremenskom periodu se kotrlja dok ne dodje do svog protivnika i ne načini štetu.
  - Kinessa je ženski karakter koji koristi snajper. Ima moć brzog pomeranja sa jedne na drugu poziciju i glavna moć joj pruža mogućnost da svakim svojim pogotkom napravi duplo veću štetu svom protivniku.
  - Drogoz je karakter koji predstavlja guštera. Kao i svaki gušter, ima mogućnost letenja, ispaljuje rakete i kugle koje kada puknu sve protivnike oko njih odbacuje unazad. Glavna moć mu je ta da poleti i kada dodje do protivnika, ako ga udari, protivnik je mrtav.
  - Cassie je ženski karakter koja koristi samostrel. Ima tri vrste pucanja i mogućnost da se brzo otkotrlja u određenu stranu. Glavna moć joj je da može da vidi gde se nalaze svi protivnici.
  - Lian, kao i većina štetočina koristi pušku. Kao i prethodni šampion ima tri vrste pucanja i takodje može da se pomeri u odgovorajuću stranu klizanjem. Najjača moć zadaje štetu svima koji se nalaze u pravcu nišanjenja ovog heroja.
  - Strix muški karakter koji koristi snajper. Koristi najviše oružija od svih ostalih šampiona. Raspolaže sa puškom, pištoljem, signalnom raketom, blic-bombom i na kraju ima mogućnost nevidljivosti.
  - Dredge je uginuli pirat odnosno čovek sa broda kojem je glavna šteta bacanje bombi odnosno spamovanje bombi drugi sposobnost su mu također bombe dok mu je ultimejt veliki Kraken koji nanosi štetu dovoljno da ubije.
- Podrška (Support)
  - Seris, ženski lik koji direktno leči svoje prijatelje. Ima mogućnost nevidljivosti, ali ne potpune. Glavna moć sve protivnike u određenom opsegu skuplja na mesto gde je moć bačena.
  - Mal'Damba za razliku od svog prethodnika ne može direktno da leči već baca lek na pod. Svim saigračima koji stoje u leku se poboljšava život, dok za protivnike to predstavlja otrov. Glavna moć mu daje mogućnost da sve protivnike otera sa te pozicije.
  - Ying je podrška koja ne leči direktno prijatelje, već postavlja svoje iluzije koje leče. Ima mogućnost da uništi iluziju, pa na taj način iluzija dolazi do najbližeg protivnika i pravi štetu. Glavna moć joj leči sve prijatelje odjednom.
  - Grover je karakter napravljen od drveta i predstavlja treću vrstu šampiona koji su podrška. Sem što ima jaku sekiru i na veliku razdaljinu pravi ogromnu štetu, on leči sve saveznike blizu sebe. Sličnost sa prethodnim karakterom je ta da njegova najača moć leči sve saveznike u okolini.
  - Pip je lisica koja ima moć da leči u malom okrugu sa velikim intenzitetom. Brzina je glavna prednost, kao i mogućnost skakanja. Prilikom aktiviranja glavne moći sve protivnike u tom okrugu pretvara u kokoške na par sekundi.
  - Grohk je karakter koji opet nema direktno lečenje svojih saigrača, ali ima mogućnost postavljanja tureta (turreta). Saigrači koji se nađu u okolini njega će biti izlečeni. Sem toga ima mogućnost nevidljivosti. Pomoću glavne moći daje ubrzanje dvojici najbližih prijatelja i usporava dva najbliža protivnika praveći im štetu.
  - Jenos je jedan od najpopularnijih karaktera, leči sve prijatelje i podiže protivnike na nekoliko sekundi, na taj način daje otvorenu metu saigračima. Glavno oružije ubija neprijatelje koji se nađu u određenom pravcu.
- Bok tima (Flank)
  - Lex je karakter koji koristi pištolje kao primarno oružije. Kao ostale moći ima klizanje u stranu i fokusiranje jedne mene. Glavna moć mu trenutno pojačava štetu koju pravi sa pištoljima.
  - Maeve je jedna od retkih šampiona koja koristi noževe, prednosti su joj brzina i mogućnost da visoko skoči. Glavna moć joj je da zaslepljuje neprijatelje u njenoj blizini.
  - Androxus je šampion koji koristi pištolj. Ima mogućnosti udarca pesnicom i brzog pomeranja u odredjenom pravcu. Glavna moć mu pojačava štetnost pištolja u određenoj jedinici vremenana.
  - Buck koristi pušku kao primarno oružije, ima mogućnost da leči samog sebe i da skoči na određenu visinu. Glavna moć daje ubrzanje njegovom oružiju i na taj način pravi veću štetu nad protivnicima.
  - Evie je karakter čije su sve moći vezane za sneg. Ima mogućnost brzog premeštanja sa jednog mesta na drugo i letenja na svom štapu određeno vreme. Glavna moć joj stvora snežnu oluju koja pravi štetu protivnicima i sve ih usporava.
  - Skye je ženski šampion koji koristi strelice kao osnovno oružije. Ima mogućnost da baci dimnu bombu i na taj način postane nevidljiva. Glavna moć joj je bomba koja u svojoj okolini pravi veliku štetu protivnicima.
  - Zhin odnosno Dzin je jedini karakter koji ima mač u ovoj igri. Koristi ga kako za napad tako i da se odbrani od protivničke štete. Sem standardnih karakteristika ima moć da se premesti brzo sa jednog na drugo mesto. Peta moć podiže protivnika u vis i nanosi mu veliku štetu dovoljno da protivnik umre.
  - Talus je brz šampion koji koristi mini pušku koja brzo ispaljuje metke. Ima mogućnost prebacivanja sa jednu poziciju na drugu i brzog pomeranja u željenom pravcu. Glavna moć ga premešta do izabranog protivnika preko cele mape i nanosi mu štetu.
  - Moji je karakter koji jaše na dvoglavom zmaju. Koristi vatru kao osnovno oružije protiv neprijatelja. Ima mogućnost štita i brzog pomeranja u stranu. Glavna moć pretvara protivnika u keks u obliku kočice koji zmaj pojede i na taj način ubija protivnika.

### Metode igre
Postoje različiti načini igranja Paladins. Do sada su postojale razne metode igre kao što su Teret (Payload) , Preživljavanje (Survial), Sarađivanje (Co-Op). Promenom verzija igre menjale su se i ove metode. Danas su nam poznate tri metode. Svaka metoda ima grupu mapa koje se mogu igrati.
- Opsada (Siege): Glavni i osnovni metod ove igre. Na početku igre svaki igrač dobija četristo kredita za kupovinu predmeta. Timovi imaju zadatak da prvi zauzmu plato koji se nalazi u centru mape i ukoliko je uspešno guraju teret koji se rađa na platou. Igrači imaju zadatak da izguraju teret do neprijateljske baze dok drugi (suparnički tim) ima cilj da ih zaustavi u tome. Ovaj režim igre se najviše igra od ostalih metoda igre. Za svaku odbranu, osvajanje platoa ili uspešno guranje tereta tim dobija poen. Tim koji prvi ostvari četiri poena je pobednički tim.
- Timska borba (Team Deathmatch): Sporedni metod igre. Za razliku od ostala dva metoda, ovaj se ne igra na poene već na broj ubistava. Prvi tim koji stigle do četrdeset ubistava protivnika je pobedio u ovom modelu. Što se ostalih pravila tiče su ista, pet igrača u oba tima ima i svaki pojedinac dobija četristo kredita na početku.
- Juriš (Onslaught): Ovaj model igre je podvrsta timske borbe. U igri ne možete birati koji mod od ova dva hoćete igrati. Razlika između ova dva modela je što u juriš (onslaught) modelu postoji plato. Igrač kada stoji na platou dobija poene za svoj tim. Prvi tim koji stigne do četristo poena je pobedio.
- Takmičenje (Ranked): Igrački metod Takmičenje (Ranked) je otključan samo za igrače koji imaju četrnaest šampiona. Metoda takmičenje (ranked) obuhvata samo opsada (siege) igrački metod. Kako god, na početku partije, igrači moraju odabrati svoje šampione jedan po jedan. Prvo bira jedan igrač. Zatim, dva igrača iz suparničkog tima. Zatim dva igrača iz početne ekipe. To se nastavlja do zadnjeg igrača (iz tima protivnika, tima koji je prvi birao svog šampiona). Ovo izaziva timove da pokušaju da izgrade kontra napad međusobno, posebnim odabirom određenih šampiona. Takmičarske igre takođe utiču na ocene igrača. Imajući ocenu između 3500-4000 dobija se rejting platinastog okvira koji je ljubičaste boje, 4000-4500 dobija se dijamantski okvir koji je plave boje, a 4500 i više je grand master koji je čelična bordura sa uglovima odrađenim u Ameti stilu.

### Špil karata i kupovina predmeta
- Špil karata (Loadout): Špil karata je jedna od najvažnijih karakteristika ove igre. U jenom špilu ima pet karata, i za svakog šampopma se pravi poseban špil. Svi šampioni imaju svoje kartice. Četiri primarne moći imaju po pet kartica, što znaci da igrač ima izbor izmedju dvadeset kartica za svakog šampiona, a svaka kartica se može povećati do petog nivoa. Svaki nivo vredi jedan poen, a maksimalni broj poena je petnaest. Pomoću špila imate kontrolu nad moćima tog šampiona i mogućnost da poboljšate moć u određenom aspektu.
- Predmeti (Item): Oni za razliku od špila nemaju toliku važnost, ali vam i oni mogu pomoći u igri. Postoje četiri osnovne grupe predmeta, gde u svakoj ima po četiri kartice. Iz svake grupe možete birati po jednu karticu.
  - Odbrana (Defense): U ovoj grupi imamo predmete koji će igraču pružiti da prima manju štetu od protivnika ili da ih pre vidi.
  - Korisnost (Utility): Predmeti iz ove grupe nam pružaju da se moći posle korišćenja brže pune ili da brže trčimo tj. jašemo konja.
  - Lečenje (Healing): Kao što i sama reč kaže, birate na koji način ćete dobijati najviše leka.
  - Napad (Attack): U ovoj grupi birate na koji način ćete protivniku naneti najviše štete, dok možete izabrati i kartu koja vam daje da brže punite vaše oružije.

## Paralela igrica
Kao odgovor na svakakve optužbe da je igrica Paladins klon vrlo popularne Blizardove (Blizzard Entertainment) pucačine Overvoč (Overwatch), šef kompanije Hi-Rez Todd Harris kaže da igrica Overvoč (Overwatch) nije bila inspiracija za igricu Paladins. Harris dalje navodi kako iako ima visoko mišljenje o igri Overvoč (Overwatch), on je ipak ne smatra za glavnu igru koja je pokrenula ovaj žanr. Igrica koja najviše zaslužuje kredibilitet jeste Tim fortres 2(Team Fortress 2). Druga velika razlika izmedju Paladins-a i Overwatcha-a, jeste da se zaradjuje novac tokom igre. Zaradjuje se pasivno, ali i kroz ubijanje neprijatelja i dobijanjem poena.
Pre nego što je izdat, Overvoč (Overwatch) je imao period pažnje još pre pokretanja što se obično ne očekuje. Gejm revolušn (Game Revolution) naglašava: "Reputacija ove igrice brzo prošla kroz sajber prostor, privlačeći pažnju ljudi koji obično ne bi dali četrdeset do šezdeset dolara svaki put kada se nova pucačine iz prvog lica pojavi na tržištu". Dok je bila otvorena beta, privukla je skoro deset miliona igrača i bila je jako pokrivena medijima.

## Nagrade
Kada je Hi-rez izbacio svoju prvu pucačinu iz prvog lica (FPS) igricu, niko nije verovao da će samo u Beta fazi biti preuzeta sa Stim (Steam) prodavnice preko milion puta. Paladins se za kratko vreme probio kroz konkurenciju igrica. Nakon nedelju dana izlaska Beta faze, izašao je i upitnik na Stimu (Steam) za glasanje što se tiče top 10 najigranijih igrica na ovoj platformi. Paladins se našao medju Top 10 najigranijih igrica, što je veliki korak za Haj-Rez (Hi-Rez) da za tako kratko vreme ima toliku posećenost. Trenutno je šesta najigranija besplatna igrica na Stimu (Steam).

## Spoljašnje veze
- Paladins Official Website
- Paladins Official Wiki